# Stora Ramsö
Stora Ramsö är en ö i Sankt Anna socken i Söderköpings kommun, strax väster om Djurös västspets. Ön har en yta på 21 hektar.
Stora Ramsö fungerade länge som betesö till Trännö men i samband med laga skifte vid mitten av 1800-talet flyttade två hushåll ut till Stora Ramsö från Trännö. I slutet av 1980-talet dog den sista av öns bofasta innevånare och båda gårdarna kom att fungera som fritidshus. Sedan 1997 är dock åter en av gårdarna permanentbostad. Därtill finns fyra nyare fritidshus på ön.